# Gran Premio di Monaco 1959
Il Gran Premio di Monaco 1959 fu la prima gara della stagione 1959 del Campionato mondiale di Formula 1, disputata il 10 maggio sul Circuito di Monte Carlo.
La corsa vide la prima vittoria in carriera di Jack Brabham su una Cooper-Climax. Secondo classificato il debuttante in Ferrari Tony Brooks e terzo il francese Maurice Trintignant su Cooper-Climax.

## Qualifiche
| Pos                     | N° | Pilota                   | Auto                | Squadra                    | Tempo  | Distacco |
| ----------------------- | -- | ------------------------ | ------------------- | -------------------------- | ------ | -------- |
| 1                       | 30 | Stirling Moss            | Cooper T51-Climax   | RRC Walker Racing Team     | 1:39.6 | -        |
| 2                       | 46 | Jean Behra               | Ferrari 246 F1      | Scuderia Ferrari           | 1:40.0 | +0.4     |
| 3                       | 24 | Jack Brabham             | Cooper T51-Climax   | Cooper Car Company         | 1:40.1 | +0.5     |
| 4                       | 50 | Tony Brooks              | Ferrari 246 F1      | Scuderia Ferrari           | 1:41.0 | +1.4     |
| 5                       | 48 | Phil Hill                | Ferrari 246 F1      | Scuderia Ferrari           | 1:41.3 | +1.7     |
| 6                       | 32 | Maurice Trintignant      | Cooper T51-Climax   | RRC Walker Racing Team     | 1:41.7 | +2.1     |
| 7                       | 18 | Jo Bonnier               | BRM P25             | Owen Racing Organisation   | 1:42.3 | +2.7     |
| 8                       | 38 | Roy Salvadori            | Cooper T45-Maserati | High Efficiency Motors     | 1:42.4 | +2.8     |
| 9                       | 16 | Harry Schell             | BRM P25             | Owen Racing Organisation   | 1:43.0 | +3.4     |
| 10                      | 20 | Ron Flockhart            | BRM P25             | Owen Racing Organisation   | 1:43.1 | +3.5     |
| 11                      | 26 | Masten Gregory           | Cooper T45-Climax   | Cooper Car Company         | 1:43.2 | +3.6     |
| 12                      | 6  | Wolfgang von Trips       | Porsche 718         | Porsche KG                 | 1:43.8 | +4.2     |
| 13                      | 22 | Bruce McLaren            | Cooper T51-Climax   | Cooper Car Company         | 1:43.9 | +4.3     |
| 14                      | 40 | Graham Hill              | Lotus 16-Climax     | Team Lotus                 | 1:43.9 | +4.3     |
| 15                      | 52 | Cliff Allison            | Ferrari 156         | Scuderia Ferrari           | 1:44.4 | +4.8     |
| 16                      | 44 | Bruce Halford            | Lotus 16-Climax     | John Fisher                | 1:44.8 | +5.2     |
| Vetture non qualificate |    |                          |                     |                            |        |          |
| NQ                      | 34 | Ivor Bueb                | Cooper T51-Climax   | British Racing Partnership | 1:44.9 | +5.3     |
| NQ                      | 54 | Giorgio Scarlatti        | Maserati 250F       | Scuderia Ugolini           | 1:45.0 | +5.4     |
| NQ                      | 10 | Lucien Bianchi           | Cooper T51-Climax   | Equipe Nationale Belge     | 1:45.4 | +5.8     |
| NQ                      | 12 | Alain de Changy          | Cooper T51-Climax   | Equipe Nationale Belge     | 1:45.4 | +5.8     |
| NQ                      | 4  | Maria Teresa de Filippis | Behra-Porsche RSK   | Porsche KG                 | 1:47.8 | +8.2     |
| NQ                      | 42 | Pete Lovely              | Lotus 16-Climax     | Team Lotus                 | 1:47.9 | +8.3     |
| NQ                      | 14 | Jean Lucienbonnet        | Cooper T45-Climax   | Privato                    | 1:50.9 | +11.3    |
| NQ                      | 56 | André Testut             | Maserati 250F       | Monte Carlo Auto Sport     | 1:59.1 | +19.5    |

## Gara
| Pos | N° | Pilota              | Costruttore         | Giri | Tempo/Causa Ritiro   | Pos partenza | Punti |
| --- | -- | ------------------- | ------------------- | ---- | -------------------- | ------------ | ----- |
| 1   | 24 | Jack Brabham        | Cooper T51-Climax   | 100  | 2:55:51.3            | 3            | 9     |
| 2   | 50 | Tony Brooks         | Ferrari 246 F1      | 100  | + 20.4               | 4            | 6     |
| 3   | 32 | Maurice Trintignant | Cooper T51-Climax   | 98   | + 2 Giri             | 6            | 4     |
| 4   | 48 | Phil Hill           | Ferrari 246 F1      | 97   | + 3 Giri             | 5            | 3     |
| 5   | 22 | Bruce McLaren       | Cooper T51-Climax   | 96   | + 4 Giri             | 13           | 2     |
| 6   | 38 | Roy Salvadori       | Cooper T45-Maserati | 83   | + 17 Giri            | 8            |       |
| Rit | 30 | Stirling Moss       | Cooper T51-Climax   | 81   | Trasmissione         | 1            |       |
| Rit | 20 | Ron Flockhart       | BRM P25             | 64   | Uscita di pista      | 10           |       |
| Rit | 16 | Harry Schell        | BRM P25             | 48   | Incidente            | 9            |       |
| Rit | 18 | Jo Bonnier          | BRM P25             | 44   | Freni                | 7            |       |
| Rit | 46 | Jean Behra          | Ferrari 246 F1      | 24   | Motore               | 2            |       |
| Rit | 40 | Graham Hill         | Lotus 16-Climax     | 21   | Principio d'incendio | 14           |       |
| Rit | 26 | Masten Gregory      | Cooper T45-Climax   | 6    | Cambio               | 11           |       |
| Rit | 6  | Wolfgang von Trips  | Porsche 718         | 1    | Collisione           | 12           |       |
| Rit | 52 | Cliff Allison       | Ferrari 156         | 1    | Collisione           | 15           |       |
| Rit | 44 | Bruce Halford       | Lotus 16-Climax     | 1    | Collisione           | 16           |       |

## Statistiche

### Piloti
- 1º giro più veloce, 1° podio e 1ª vittoria per Jack Brabham
- 50º Gran Premio per Maurice Trintignant
- 1º Gran Premio per Pete Lovely e Lucien Bianchi
- 1° e unico Gran Premio per Alain de Changy e Jean Lucienbonnet
- Ultimo Gran Premio per Maria Teresa de Filippis e André Testut

### Costruttori
- 3° vittoria per la Cooper
- 1ª pole position e 1º giro più veloce per la Cooper
- 1º Gran Premio per la Behra-Porsche

### Motori
- 3° vittoria per il motore Climax
- 1ª pole position e 1º giro più veloce per il motore Climax

### Giri al comando
- Jean Behra (1-21)
- Stirling Moss (22-81)
- Jack Brabham (82-100)

## Classifiche Mondiali

### Piloti
| Pos | Pilota              | Punti |
| --- | ------------------- | ----- |
| 1   | Jack Brabham        | 9     |
| 2   | Tony Brooks         | 6     |
| 3   | Maurice Trintignant | 4     |
| 4   | Phil Hill           | 3     |
| 5   | Bruce McLaren       | 2     |

### Costruttori
| Pos | Team          | Punti |
| --- | ------------- | ----- |
| 1   | Cooper-Climax | 8     |
| 2   | Ferrari       | 6     |